# 全炫茂
全炫茂（：／ Jeon Hyeon Mu；1977年11月7日—），名字常被譯作全賢武，為韓國主持人、前播音員，現主持《我獨自生活》、《全知干預視角》、《社長的耳朵是驢耳朵》等節目。
畢業於韓國延世大學，在2003年通過了朝鮮日報43期公開招聘，擔任實習記者，2004年通過韓國YTN新聞頻道第8期公開招聘考試，進入公司任職新聞主播，2006年錄取韓國KBS電視台第32期公開招聘播音員，於2012年9月離開KBS宣布獨立成為自由職業主持人，在同年12月與韓國經紀公司SM C&C簽約，成為旗下藝人之一。

## 主持節目

### 現有節目
| 日期                                              | 頻道  | 節目名稱             | 備註                                              |
| 2013年9月13日 - 2019年3月8日 2021年6月11日 - 至今 | MBC   | 我獨自生活           | 與朴娜勑、旗安84等共同主持 （第二、三任彩虹會長） |
| 2015年10月8日 - 2020年4月2日                      | KBS2  | Happy Together 4     | 與劉在錫、曹世鎬共同主持                          |
| 2016年5月9日 - 至今                               | O tvN | 自由的19             | 與吳尚津、韓錫俊共同主持                          |
| 2018年3月3日 - 2018年5月5日 2018年6月30日 - 至今  | MBC   | 全知干預視角         | 與李英子、宋恩伊、梁世炯、柳炳宰共同主持          |
| 2019年4月28日 - 至今                              | KBS2  | 社長的耳朵是驢耳朵   | 與金容建、金淑共同主持                            |
| 2019年4月25日 - 5月30日 2019年7月31日 - 至今      | Mnet  | TMI News             | 與張度練共同主持                                  |
| 2019年8月18日 - 至今                              | MBC   | 越線的傢伙們－歸來   | 與薛民錫、柳炳宰、金鍾旼共同主持                  |
| 2019年11月21日 - 2020年2月13日（暫停錄影）        | tvN   | 問題性男人－腦遊蕩團 | 與河錫辰、金知碩、李章元、朱宇宰、DDotty共同主持  |

### 過去節目主持
| 日期   | 頻道       | 節目名稱                      | 備註 |
| 2009年 | KBS2       | 明星金鐘                      | 2009年4月25日 - 2010年5月8日、2010年9月25日 - 11月20日 |
| 2010年 | KBS2       | Live Info Show                | 2010年10月5日 - 12月31日（與韓錫俊共同主持） 2011年1月3日 - 4月29日（與金鉉旭共同主持） |
| 2011年 | KBS2       | Quiz Show The Four Musketeers | 2011年1月2日 - 8月26日 |
| 2011年 | KBS2       | 男人的資格                    | 2011年5月8日 - 2012年7月8日 |
| 2012年 | KBS2       | 不朽的名曲：傳說在歌唱        | 2012年4月28日 - 9月1日（待機室，與Hee Jun共同主持） |
| 2012年 | MBC        | Blind Test 180°               | 2012年10月1日（中秋特輯） 2013年1月15日 - 8月18日（與朴美善、Boom共同主持） |
| 2012年 | tvN        | 現場脫口秀Taxi                | 2012年10月4日 - 2013年7月22日 |
| 2012年 | tvN        | Three Idiots                  | 2012年10月14日、2012年11月11日 - 2013年10月6日 （與李壽根、殷志源、金鍾旼共同主持） |
| 2012年 | JTBC       | 想象戀愛大戰                  | 2012年12月8日 - 2013年2月9日（與卓載勳、Muzie共同主持） |
| 2012年 | JTBC       | 隱藏歌手                      | 2012年12月21日 - 12月28日（試播） 2013年3月16日 - 6月22日（第一季） 2013年9月28日 - 2014年1月25日（第二季） 2014年8月2日 - 12月6日（第三季） 2015年9月4日 - 2016年1月16日（第四季） 2018年6月10日 - 10月7日（第五季） |
| 2013年 | Mnet       | The Voice Kids                | 2013年1月4日 - 2月1日 |
| 2013年 | MBC        | MBC偶像明星運動會             | 2013年2月11日（春節特輯） |
| 2013年 | MBC every1 | 從今天開始 爸爸媽媽           | 2013年3月16日 - 7月13日（與沈宜英共同出演） |
| 2013年 | JTBC       | 韓國小姐的祕密花園            | 2013年7月14日 - 10月27日（與吳尚津、吳賢慶共同主持） |
| 2013年 | O'live     | Crazy Market                  | 2013年8月7日 - 11月20日 |
| 2013年 | MBC        | 明星跳水秀splash              | 2013年8月23日 - 9月13日（與申東燁共同主持） |
| 2013年 | MBC FM4U   | 早上好 FM                     | 2013年9月2日 - 2016年5月29日 |
| 2013年 | MBC        | MBC偶像明星運動會             | 2013年9月19、20日（中秋特輯） |
| 2013年 | MBN        | 家族三國志                    | 2013年11月10日 - 2014年3月9日（與崔恩靜共同主持） |
| 2013年 | tvN        | Millionaire Game: My Turn     | 2013年11月4日 - 12月30日（與鄭埻夏共同主持） |
| 2013年 | SBS        | K-pop Star 3                  | 2013年11月24日 - 2014年4月13日 |
| 2014年 | MBC        | MBC偶像明星運動會             | 2014年1月30、31日（春節特輯） |
| 2014年 | Story On   | True Live Show                | 2014年4月8日 - 11月7日 |
| 2014年 | JTBC       | Crime Scene 犯罪現場          | 2014年5月10日 - 7月12日 |
| 2014年 | tvN        | Let's Go 時間遠征隊           | 2014年6月2日 - 7月7日（第二季） |
| 2014年 | JTBC       | 非首腦會談                    | 2014年7月7日 - 2017年12月4日（與成始璄、俞世潤共同主持） |
| 2014年 | 江蘇衛視   | 最強天團                      | 2014年8月8日 - 9月19日 （與彭宇、宋茜、周覓、趙慧蓮、強仁共同主持） |
| 2014年 | Mnet       | EXO 90:2014                   | 2014年8月15日 - 10月31日 |
| 2014年 | E Channel  | 勇敢的記者們                  | 2014年10月30日 - 2015年1月1日 |
| 2014年 | SBS        | K-pop Star 4                  | 2014年11月23日 - 2015年4月19日 |
| 2015年 | tvN        | 週三美食匯                    | 2015年1月21日 - 2018年9月19日 2019年1月2日 - 4月17日 |
| 2015年 | O'live     | 週三美食匯                    | 2019年5月28日 - 10月8日 (與申東燁、河錫辰、金昭誾等共同主持) |
| 2015年 | JTBC       | 我獨自戀愛中                  | 2015年1月31日 - 4月18日 |
| 2015年 | MBC        | MBC偶像明星運動會             | 2015年2月19、20日（春節特輯） |
| 2015年 | tvN        | 大腦性感的時代－問題的男人    | 2015年2月26日 - 7月16日 2015年8月16日 - 2018年3月25日 2018年5月29日 - 2019年6月10日 （與河錫辰、金知碩、李章元、Tyler Rasch、朴經共同主持）                                                                           |
| 2015年 | KBS W      | 馬卡龍macaron                 | 2015年3月23日 - 7月6日（與卞貞秀、鄭仁英共同主持） |
| 2015年 | SBS        | Founding Star                 | 2015年7月3日 - 8月28日（與徐京錫、張睿元共同主持） |
| 2015年 | MBC        | 二重唱歌謠祭                  | 2015年9月25日（中秋試播特輯） |
| 2015年 | KBS2       | 前無後無全炫茂秀              | 2015年9月28日（中秋特輯） |
| 2015年 | MBC        | MBC偶像明星運動會             | 2015年9月29、30日（中秋特輯） |
| 2015年 | SBS        | K-pop Star 5                  | 2015年11月22日 - 2016年4月10日 |
| 2015年 | JTBC       | 舊屋變新居                    | 2015年12月10日 - 2016年11月17日 |
| 2016年 | MBC        | MBC偶像明星運動會             | 2016年2月9、10日（春節特輯） |
| 2016年 | SBS        | Fantastic Duo                 | 2016年2月9日（試播） 2016年4月17日 - 11月20日（第一季） |
| 2016年 | Mnet       | Hit The Stage                 | 2016年7月27日 - 9月28日（與李壽根共同主持） |
| 2016年 | KBS2       | TRICK&TRUE                    | 2016年9月14日 - 2017年2月15日 |
| 2016年 | MBC        | MBC偶像明星運動會             | 2016年9月15日（中秋特輯） |
| 2016年 | KBS2       | 前無後無全炫茂秀              | 2016年9月15日（中秋特輯） |
| 2016年 | tvN        | 歌曲的誕生                    | 2016年4月29日 - 5月20日（試播） 2016年10月5日 - 11月23日（與利特共同主持） |
| 2016年 | JTBC       | 幻影歌手                      | 2016年11月11日 - 2017年1月27日（第一季，與金希澈共同主持） 2017年8月11日 - 11月3日（第二季） |
| 2017年 | MBC        | MBC偶像明星運動會             | 2017年1月30日（春節特輯） |
| 2017年 | JTBC       | JOBS                          | 2017年3月4日 - 6月1日（與朴明洙、盧弘喆共同主持） |
| 2017年 | SBS        | Fantastic Duo 2               | 2017年3月26日 - 12月17日 |
| 2017年 | SBS        | Master Key                    | 2017年10月14日 - 2018年1月6日 |
| 2018年 | MBC        | MBC偶像明星運動會             | 2018年2月15日（春節特輯） |
| 2018年 | MBC        | 沒有問題                      | 2018年2月18日（試播） |
| 2018年 | SBS        | Romance Package               | 2018年2月16日 - 2月21日（試播、與韓惠珍共同主持） 2018年5月2日 - 8月15日（與林秀香共同主持） |
| 2018年 | EBS1       | 父母成績表                    | 2018年4月1日 - 4月22日（第一季） 2018年7月30日 - 11月5日（第二季） |
| 2018年 | MBC        | 意外的Q                       | 2018年5月5日 - 10月27日（與李壽根共同主持） |
| 2018年 | KBS2       | 媽媽與青花魚                  | 2018年9月24日（中秋試播，與俞世潤、盧士燕共同主持） |
| 2018年 | MBC        | MBC偶像明星運動會             | 2018年9月25、26日（中秋特輯） |
| 2019年 | SBS        | The Fan                       | 2019年1月26日 - 2月9日（決賽主持） |
| 2019年 | MBC        | MBC偶像明星運動會             | 2019年2月5、6日（春節特輯） |
| 2019年 | MBC        | 越線的傢伙們－韓半島          | 2019年2月16日 - 3月23日（與薛民錫、柳炳宰、文瑾瑩、Daniel Lindemann共同主持） |
| 2019年 | JTBC       | Stage K                       | 2019年4月7日 - 6月23日（與「K-Leaders」殷志源、朴俊亨、金婑斌、朴山多拉共同主持） |
| 2019年 | JTBC       | Super Band                    | 2019年4月26日 - 7月12日 （第1-2集僅出演開頭旁白，於第3集正式加入並擔任主持人） |
| 2019年 | JTBC       | 獨族App                       | 2019年8月3日 - 9月7日（擔任主MC，與姜漢娜、閔庚勳、金希澈、JeA、Angelina Danilova共同出演） |
| 2019年 | JTBC       | 快點說話吧                    | 2019年8月13日 - 10月22日（與朴娜勑、金正蘭、鄭尚勳、文世潤共同主持） |
| 2019年 | MBC        | MBC偶像明星運動會             | 2019年9月12、13日（中秋特輯） |
| 2019年 | JTBC       | 隨便的新聞秀                  | 2019年9月15日（中秋試播節目，與金九拉、張聖圭共同主持） |
| 2019年 | tvN        | 最近的書店：為你讀書          | 2019年9月24日 - 2020年4月27日（與薛民錫、文佳煐、李笛、張康明共同主持） |
| 2019年 | tvN        | 星期三是音樂節目              | 2019年10月2日 - 12月4日（與金俊昊、John Park、金在奐共同主持） |

### 大賞主持
| 日期   | 頻道     | 大賞名稱                  | 備註                                                              |
| 2010年 | KBS      | KBS歌謠盛典               | 2010年12月30日（與韓錫俊、朴恩英共同主持）                        |
| 2011年 | KBS      | KBS歌謠盛典               | 2011年12月30日（與李輝宰、朴詩恁共同主持）                        |
| 2011年 | KBS      | KBS演技大賞               | 2011年12月31日（與韓惠珍、周元共同主持）                          |
| 2012年 |          | 韓國電視劇節              | 2012年10月2日（與金恩情共同主持）                                 |
| 2014年 | MBC      | MBC歌謠大祭典             | 2014年12月31日（與金成柱、李幼梨、惠利、韶宥共同主持）            |
| 2015年 | JTBC     | 第29屆金唱片獎            | 2015年1月14、15日（與金成柱、Fei、Tiffany共同主持）               |
| 2015年 | SBS      | SBS演藝大賞               | 2015年12月30日（與李敬揆、張睿元共同主持）                        |
| 2015年 | KBS      | KBS演技大賞               | 2015年12月31日（與朴寶劍、金所炫共同主持）                        |
| 2016年 | JTBC     | 第30屆金唱片獎            | 2016年1月20、21日（與金鐘國、徐玄、利特、krystal共同主持）        |
| 2016年 | MBC      | MBC演藝大賞               | 2016年12月29日（與金成柱、李聖經共同主持）                        |
| 2016年 | KBS      | KBS演技大賞               | 2016年12月31日（與朴寶劍、金智媛共同主持）                        |
| 2017年 |          | 第1屆Soribada最佳音樂大獎 | 2017年9月20日（與吳靜娟共同主持）                                 |
| 2017年 | SBS      | 第1屆The Seoul Awards     | 2017年10月27日（與金亞中共同主持）                                |
| 2017年 | SBS      | SBS演藝大賞               | 2017年12月30日（與秋瓷炫、李尚敏共同主持）                        |
| 2018年 |          | 第13屆首爾國際電視節      | 2018年9月3日（與秀英共同主持）                                    |
| 2018年 | SBS      | 第2屆The Seoul Awards     | 2018年10月27日（與金亞中共同主持）                                |
| 2018年 | MBC Plus | MBC Plus X Genie音樂獎    | 2018年11月6日                                                     |
| 2018年 | SBS      | SBS歌謠大戰               | 2018年12月25日（與趙寶兒共同主持）                                |
| 2018年 | MBC      | MBC演藝大賞               | 2018年12月29日（與勝利、惠利共同主持）                            |
| 2018年 | KBS      | KBS演技大賞               | 2018年12月31日（與Uie共同主持）                                   |
| 2019年 |          | The Fact Music Awards     | 2019年4月24日（與徐玄共同主持）                                   |
| 2019年 |          | 第3屆Soribada最佳音樂大獎 | 2019年8月22日（典禮於22、23日兩天舉行，僅與蘇怡賢共同主持第一天） |
| 2019年 |          | 第14屆首爾國際電視節      | 2019年8月28日（與趙寶兒共同主持）                                 |
| 2019年 | KBS      | KBS演藝大賞               | 2019年12月21日（與金峻鉉、孫淡妃、張東尹共同主持）                |
| 2019年 | SBS      | SBS歌謠大戰               | 2019年12月25日（與雪炫共同主持）                                  |
| 2019年 | MBC      | MBC演藝大賞               | 2019年12月29日（與華莎、P.O共同主持）                             |
| 2019年 | KBS      | KBS演技大賞               | 2019年12月31日（與申惠善共同主持）                                |

## 綜藝出演嘉賓
| 日期                    | 頻道 | 節目名稱                    | 集數 |
| 2008年1月17日           | KBS2 | 餘裕滿滿                    | EP1092 老光棍播音員四人幫 |
| 2008年12月18日          | KBS2 | 餘裕滿滿                    | EP1333 KBS老光棍 播音員四人幫登場 |
| 2009年7月17日           | KBS2 | 餘裕滿滿                    | EP1486 一等新郎、新娘 播音員 四人幫 |
| 2010年2月12日           | KBS2 | 餘裕滿滿                    | EP1633 KBS代表DJ四人幫 |
| 2010年3月11日           | KBS2 | Happy Together              | Ep140 明星金鐘MC特輯 |
| 2010年9月15日           | KBS2 | 餘裕滿滿                    | EP1792 播音員界的偶像 |
| 2010年11月7日、11月14日 | KBS2 | 夜行星                      | EP24、25 |
| 2011年3月17日           | KBS2 | Happy Together              | Ep189 美女與野獸特輯 |
| 2011年4月14日           | KBS2 | Happy Together              | Ep192 廣播員特輯 |
| 2011年6月30日、7月7日   | KBS2 | Happy Together              | Ep203 200期特輯上 EP204 200期特輯下 |
| 2011年8月21日 - 9月25日 | KBS2 | 兩天一夜                    | EP205 預備EP旅行（上） EP206 預備旅EP行（下） EP207 觀眾同游EP第三回（1） EP208 觀眾同游第三回（2） EP209 觀眾同游第三回（3） EP210 觀眾同游第三回（完） |
| 2011年11月7日           | KBS2 | 大國民脫口秀-你好           | EP49 KBS Radio特輯 |
| 2012年1月2日            | KBS2 | 餘裕滿滿                    | EP2120 2011年演技大賞 閃耀電視劇的明星們、紅地毯和舞臺幕後故事                                                                                           |
| 2012年2月21日           | KBS2 | 餘裕滿滿                    | EP2154 今年想娶個老婆！KBS代表老光棍 播音員5人幫特輯 |
| 2012年11月3日           | tvN  | SNL Korea                   | EP9（第三季） |
| 2012年12月13日          | MBC  | 黃金漁場-膝蓋道士           | EP3（以該節目2012年11月29日回歸後計算） |
| 2012年12月21日          | SBS  | Go Show                     | EP35 趣味大師 |
| 2013年2月5日、2月12日   | SBS  | 強心臟                      | EP165 少女時代和叔叔們特輯（上） EP166 少女時代和叔叔們特輯（下）                                                                                        |
| 2013年2月16日、2月23日  | JTBC | 李壽根和金炳萬的上流社會    | EP63、64 |
| 2013年2月19日、2月26日  | SBS  | 話神-支配心靈者             | EP01、02 國民傻蛋特輯 |
| 2013年3月11日           | Mnet | 披頭士密碼 The Beatles Code | 第二季 |
| 2013年9月29日           | SBS  | 赤腳的朋友們                | EP24 家常飯特輯 |
| 2013年10月16日          | MBC  | 黃金漁場 Radio Star         | EP349 無虛偽，無包裝－魁梧身材特輯 |
| 2013年12月15日          | SBS  | Running Man                 | EP176 人氣男競賽 |
| 2014年4月30日           | MBC  | 黃金漁場 Radio Star         | EP373 被逼無奈出來的人們特輯 |
| 2014年5月10日 - 7月12日 | JTBC | Crime Scene 犯罪現場        | 第一季固定出演 |
| 2014年5月25日           | MBC  | Section TV 演藝通信         | EP725 |
| 2014年9月13日、9月20日  | MBC  | 無限挑戰                    | EP396、397 Radio Star特輯（2、3） |
| 2015年3月14日           | MBC  | 無限挑戰                    | EP419 SIXTHMAN－秘密成員（1） |
| 2015年3月17日 - 4月7日  | JTBC | 我去上學啦                  | EP36 - 39 果川外國語高等學校 |
| 2015年3月28日、4月4日   | MBC  | 無限挑戰                    | EP421、422 SIXTHMAN－秘密成員（3、4） |
| 2015年6月12日           | JTBC | 舌戰                        | EP67 向全炫茂提問藝能哲學 |
| 2015年8月15日、8月22日  | JTBC | 我朋友的家在哪              | EP27、28 百濟王朝（韓國篇） |
| 2015年10月24日          | MBC  | 無限挑戰                    | EP451 2015無限挑戰特別企劃戰（4） - 傻瓜戰爭 — 單純的時代（4）                                                                                           |
| 2016年1月12日、1月19日  | tvN  | 家常飯白老師                | EP35、36 家常飯大捷（擔任特別MC） |
| 2016年2月9日            | MBC  | 隱藏攝像機BATTLE-王座的遊戲 | 春節特輯試播 |
| 2016年4月5日            | KBS2 | 我們小區藝體能              | EP151 排球篇 |
| 2016年6月11日、6月18日  | MBC  | My Little Television        | EP57、58 你吃飯了嗎 (밥먹었니?) |
| 2016年7月16日           | JTBC | 認識的哥哥                  | EP33 哥哥高校｜無概念Inside |
| 2017年2月19日           | MBC  | Section TV 演藝通信         | EP866 |
| 2018年1月7日            | MBC  | Section TV 演藝通信         | EP903 |
| 2018年10月17日          | MBC  | 黃金漁場 Radio Star         | EP587 這群男人...髒兮兮（The Love）特輯 |
| 2018年12月8日           | SBS  | The Fan                     | EP03（擔任推薦人） |
| 2019年1月4日            | KBS2 | 演藝家中介                  | EP1744 |
| 2019年6月29日           | JTBC | 認識的哥哥                  | EP186 哥哥高校｜供餐時間 |

## 電視劇
| 年份   | 電視台 | 電視劇名稱                 | 角色                 | 備註                   |
| 2011年 | KBS2   | Dream High                 | 節目主持人           | 特別出演（第15集）     |
| 2012年 | MBC    | 媽媽是什麼                 | 朴瑞形高中朋友兼初戀 | 特別出演（第24、25集） |
| 2013年 | JTBC   | 皇家別墅                   | 扒手                 | 特別出演（第7集）      |
| 2013年 | tvN    | 請回答1994                 | 孫浩俊社團學弟       | 特別出演（第18集）     |
| 2014年 | tvN    | 九數少年                   | 全炫茂               | 特別出演（第5集）      |
| 2015年 | MBC    | 女王之花                   | 節目主持人           | 特別出演（第4集）      |
| 2015年 | KBS2   | 製作人的那些事             | 全炫茂               | 特別出演（第3集）      |
| 2016年 | KBS2   | Drama Special - 傳說的穿梭 | 姜燦的叔叔           | 特別出演               |
| 2016年 | SBS    | 嫉妒的化身                 | 新聞主播應徵者       | 客串演出（第14集）     |
| 2016年 | KBS2   | 心裡的聲音                 | 全炫茂               | 客串演出（第2集）      |
| 2017年 | JTBC   | 有可能知道的人             | 全炫茂               | 特別出演（第1集）      |
| 2018年 | JTBC   | Beauty Inside              | 飾演韓世界           | 客串預告（第二版）     |
| 2020年 | JTBC   | 重回18歲                   | 裴勝賢               | 特別出演（第2集）      |
| 2023年 | tvN    | 运气好的日子               | 全炫茂               | 特別出演               |
| 2024年 | tvN    | 玩家2                      | 田正浩-藝術家        | 特別出演(第五集)       |

## 電影配音
- 2019年：《媽媽咪鴨》飾演 Peng（韓國版配音）[44]

## 廣告代言
- 2015年：Samsung Rogadiseu
- 2015年：麥當勞（幸福的國家）
- 2016年：農心安城湯麵
- 2015年－現在：Oronamin C （奧樂蜜C飲料）
- 2017年－現在：치킨마루（炸雞高手）

## 獲獎
| 年份 | 獎項 |
| ---- | --- |
| 2009 | - KBS演藝大賞－娛樂節目MC部門 新人獎 |
| 2011 | - KBS演藝大賞－最佳藝人獎 |
| 2013 | - MBC演藝大賞－電台部門 優秀獎《Good Morning FM》                                                                                                  |
| 2014 | - 第20屆韓國演藝藝術獎－廣播主持人獎 - 第22屆韓國文化演藝大賞－TV主持人獎 - MBC演藝大賞－實境部門男子優秀獎《我獨自生活》全炫茂                    |
| 2015 | - 第51屆百想藝術大賞－電視部門 男子綜藝獎 - 第9屆有線電視放送大賞－MC獎 - MBC演藝大賞－廣播部門最優秀獎 - MBC演藝大賞－人氣獎《我獨自生活》全炫茂  |
| 2016 | - KBS演藝大賞－Talk & Show 部門優秀獎 - SBS演藝大賞－Show & Talk優秀獎《Kpop Star、Fantastic Duo》全炫茂 - MBC演藝大賞－特別獎《我獨自生活》全炫茂 |
| 2017 | - MBC演藝大賞－大赏 全炫茂 - SBS演藝大賞－綜藝類最優秀MC獎《K-pop Star 5、Fantastic Duo 2、Master Key》全炫茂                                      |
| 2018 | - 第9屆韓國大眾文化藝術獎－國務總理表彰賞 - 延世媒體人獎 - MBC演藝大賞－年度綜藝人獎                                                               |
| 2019 | - 第55屆百想藝術大賞－電視部門 男子綜藝獎 |
| 2020 | - MBC演藝大賞－年度綜藝人獎 |
| 2021 | - KBS演藝大賞－年度綜藝人獎 - MBC演藝大賞－年度綜藝人獎                                                                                            |
| 2022 | - MBC演藝大賞－大赏 |

## 資料來源
1. ↑  .   [2014-02-11]. （原始内容存档于2014-03-04）.
2. ↑  全炫茂在《餘裕滿滿》節目中公開個人資料 （页面存档备份，存于）
3. ↑  전현무 （页面存档备份，存于）
4. ↑  全炫茂將於12日離開KBS （页面存档备份，存于）
5. ↑  全炫茂與SM C&C簽訂專屬合約 （页面存档备份，存于）
6. ↑  《TMI NEWS》改版，全炫茂X張度練擔任MC （页面存档备份，存于）
7. ↑  《越線的傢伙們－歸來》全炫茂X薛民錫再次聚集，8月18日首播 （页面存档备份，存于）
8. ↑  .   [2017-01-23]. （原始内容存档于2017-02-02）.
9. ↑  全炫茂將擔任《The Fan》總決賽的主持人 （页面存档备份，存于）
10. ↑  全炫茂擔任全球K-POP挑戰賽《Stage K》主持人，4月7日首播
11. ↑  《獨族APP》於8月3日首播，全炫茂-姜漢娜-閔京勳-金希澈將亮相 （页面存档备份，存于）
12. ↑  JTBC方面表示：全炫茂-朴娜勑-金正蘭-鄭尚勳-文世潤，固定加盟新綜藝節目《快說吧》 （页面存档备份，存于）
13. ↑  《隨便的新聞秀》中秋放送！全炫茂、金九拉、張聖圭變身記者 （页面存档备份，存于）
14. ↑  .   [2017-02-04]. （原始内容存档于2017-02-04）.
15. ↑  .   [2017-02-04]. （原始内容存档于2017-02-04）.
16. ↑  .   [2017-01-23]. （原始内容存档于2017-02-02）.
17. ↑  .   [2017-01-23]. （原始内容存档于2017-02-02）.
18. ↑  全炫茂擔任2018MGA主持人 （页面存档备份，存于）
19. ↑  全炫茂x趙寶兒《2018 SBS歌謠大戰》MC合作 （页面存档备份，存于）
20. ↑  全炫茂、勝利、惠利擔任MBC《演藝大賞》主持人 （页面存档备份，存于）
21. ↑  全炫茂xUie，確定擔任《2018 KBS演技大賞》MC （页面存档备份，存于）
22. ↑  全炫茂、徐玄擔任《THE FACT MUSIC AWARDS》MC （页面存档备份，存于）
23. ↑  《2019 SOBA》公開了華麗的MC陣容，全炫茂、蘇怡賢－尹道賢、秦基周、鄭伊娜 （页面存档备份，存于）
24. ↑  全炫茂、趙寶兒《2019首爾國際電視節》共同擔任MC （页面存档备份，存于）
25. ↑  .   [2019-11-07]. （原始内容存档于2019-11-07）.
26. ↑  .   [2019-12-08]. （原始内容存档于2019-12-08）.
27. ↑  《餘裕滿滿》節目中，全炫茂公開了KBS播音員們的辦公室 （页面存档备份，存于）
28. ↑  《餘裕滿滿》節目公開全炫茂與其他3位播音員一起進行的2天一夜農村體驗現場 （页面存档备份，存于）
29. ↑  全炫茂在《餘裕滿滿》節目坦言理想型是演員韓孝周 （页面存档备份，存于）
30. ↑  全炫茂在《餘裕滿滿》節目中，對同事結婚表達自己的心境 （页面存档备份，存于）
31. ↑  全炫茂在《餘裕滿滿》視頻採訪中透露對於主持演技大賞的心情 （页面存档备份，存于）
32. ↑  全炫茂出演KBS《餘裕滿滿》節目 （页面存档备份，存于）
33. ↑  全炫茂特別出演《SNL Korea》節目 （页面存档备份，存于）
34. ↑  《Section TV 演藝通信》全炫茂表現出了出演《我們結婚了》的慾望 （页面存档备份，存于）
35. ↑  .   [2018-10-31]. （原始内容存档于2018-11-01）.
36. ↑  .   [2017-01-23]. （原始内容存档于2017-02-02）.
37. ↑  .   [2018-09-28]. （原始内容存档于2018-09-28）.
38. ↑  .   [2018-09-28]. （原始内容存档于2018-09-28）.
39. ↑  .   [2018-09-28]. （原始内容存档于2018-09-28）.
40. ↑  .   [2018-10-05]. （原始内容存档于2018-10-05）.
41. ↑  .   [2018-10-05]. （原始内容存档于2018-10-05）.
42. ↑  .   [2018-10-05]. （原始内容存档于2018-10-06）.
43. ↑  .   [2018-10-05]. （原始内容存档于2018-10-05）.
44. ↑  《媽媽咪鴨》全炫茂首次挑戰配音 （页面存档备份，存于）
45. ↑  .   [2018-10-17]. （原始内容存档于2018-10-17）.
46. ↑  金明浩、金成熙、全炫茂獲2018延世媒體人獎 （页面存档备份，存于）

## 外部連結
- 全炫茂的X（前Twitter）
- 全炫茂的新浪微博（简体中文）
- 全炫茂的Instagram帳戶
- 全炫茂的Facebook專頁
- 全炫茂 Daum Cafe（页面存档备份，存于） 
- SM C&C經紀公司官方網站個人介紹 （页面存档备份，存于）
- 全炫茂在韓國 Naver網站的資料（页面存档备份，存于）
- 全炫茂在韓國 Namu wiki 網站的資料（页面存档备份，存于）